# Léon Bloy

Firma

Léon Henri Marie Bloy (Périgueux, 11 luglio 1846 – Bourg-la-Reine, 3 novembre 1917) è stato uno scrittore, saggista, poeta e giornalista francese.

## Biografia
Nato in una famiglia borghese, dopo una infanzia tormentata e un'adolescenza solitaria, a 18 anni si trasferisce a Parigi, dove svolge umili lavori. Inizialmente appartenente alla scuola simbolista, sotto l'influsso dell'amicizia con il colto scrittore dandy Jules Amédée Barbey d'Aurevilly, conosciuto nel 1866 e di cui diventa segretario, si converte da violento anticlericale, decadente poeta maledetto alla Baudelaire, in fervente cattolico, da esteta diventa asceta.
(Barbey d'Aurevilly)
Nel 1871 servì l'esercito negli eventi seguiti alla guerra franco-prussiana.
In questi anni nasce in lui la convinzione di dover compiere una missione straordinaria e di dover realizzare lavori letterari fondamentali. Il suo maestro lo introduce anche alle liriche simboliste e decadenti, instillandogli una certa avversione al naturalismo come emerge nell'opera Les funérailles du naturalisme del 1891. Diventa anche molto amico di Joris-Karl Huysmans e condivide, come l'autore stesso dopo la conversione, il giudizio elogiativo ma lapidario su A rebours, la "Bibbia del decadentismo francese", scritto da Huysmans nel 1884, di cui prevede il ritorno alla religione.

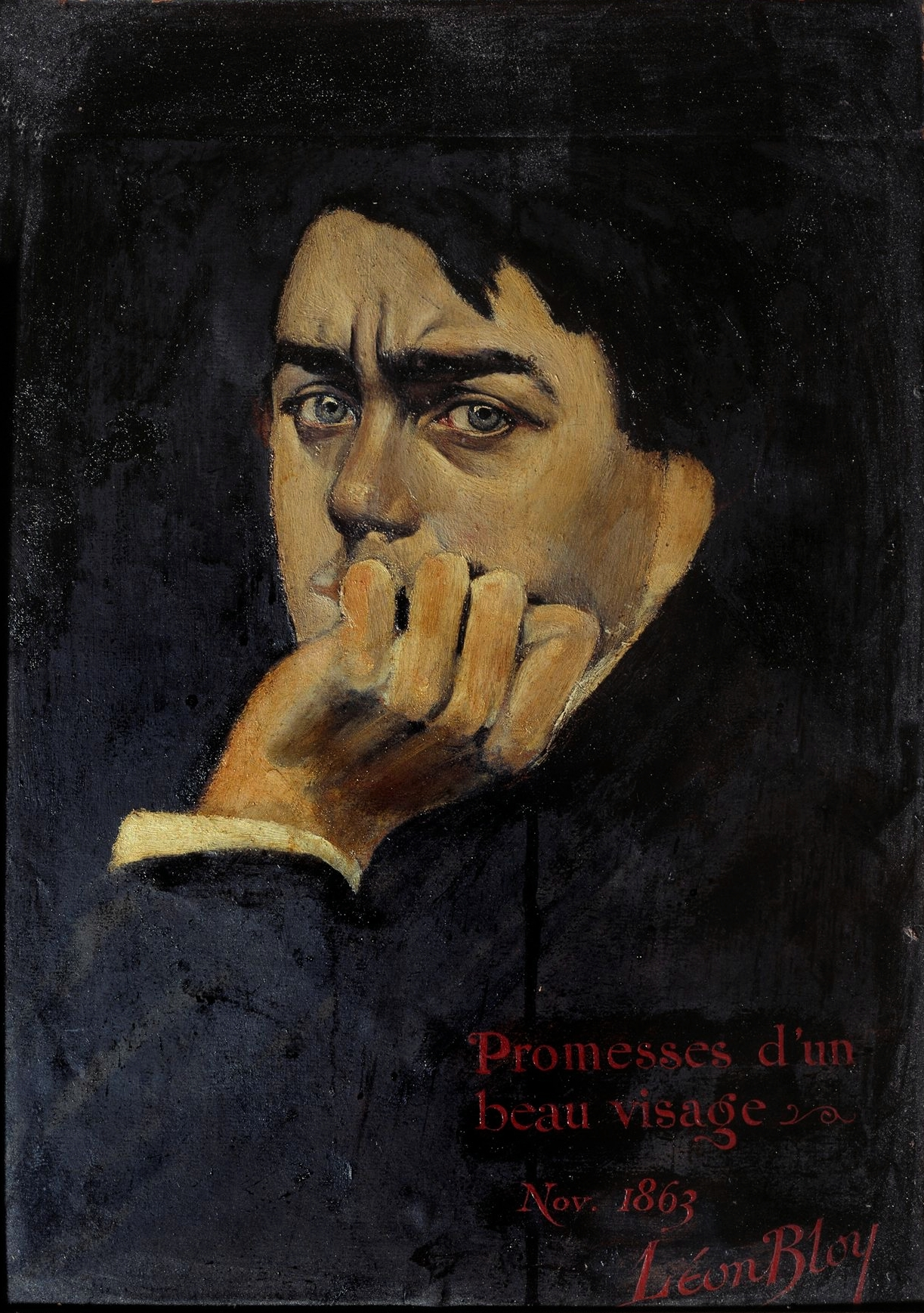
Autoritratto del 1863

Lavora nella redazione di Univers, insieme con Louis Veuillot. Dopo aver perso i genitori lo stesso anno (1877), durante una visita al santuario di La Salette conosce l'abate Tardif, il quale lo introduce allo studio della simbologia biblica e lo invita a scrivere un'opera sull'apparizione della Vergine, avvenuta alcuni mesi prima della sua nascita e 12 anni prima di quella più famosa a Lourdes. Divenne quindi il più celebre portavoce della cerchia dei "melanisti". 
In questo periodo maturano gli elementi essenziali del suo pensiero e conosce personaggi importanti della vita letteraria parigina, come il poeta Paul Verlaine. 

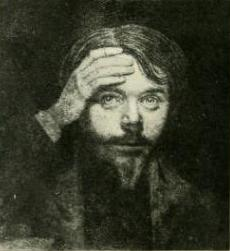
Autoritratto del 1865

Dal 1877 al 1879 ebbe una relazione sentimentale con una prostituta del Quartiere Latino, Anne-Marie Roulé (la Véronique di Il disperato), che si convertì influenzata da Bloy, ma finì in manicomio per eccessivo delirio mistico nel 1882, forse ammalata di demenza da neurosifilide. Vive in seguito con un'altra donna, Berthe Dumont, che però muore nel 1885. In seguito, si ritira nel monastero di Soligny-la-Trappe con l'intenzione di farsi monaco benedettino come Huysmans, ma «lacerato tra Dio e le donne, sopraffatto dal perpetuo fallimento delle sue eroiche purezze sognate» (così parla del suo alter ego letterario Cain Marchenoire de Il disperato), ne esce dopo poco.

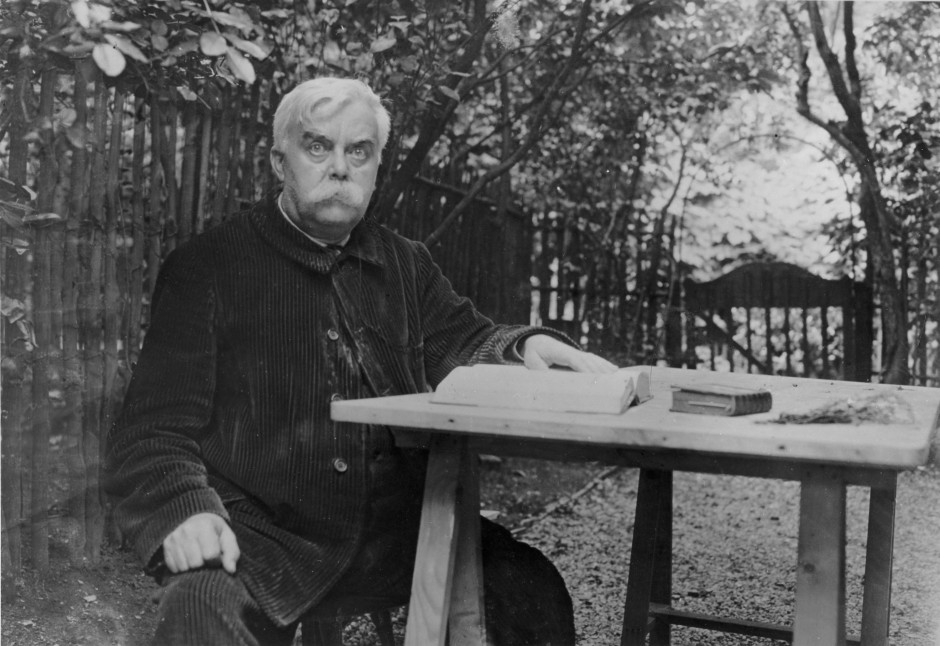
Bloy fotografato da Dornac (7 luglio 1906)

Nel 1890, dopo la morte l'anno prima del suo mentore Barbey d'Aurevilly, si sposa con una donna di origine danese, Jeanne Molbeck, sua fidanzata dal 1889, e cui rimarrà fortemente legato fino alla morte. Dalla moglie ha quattro figli, due maschi e due femmine: Véronique (1891-1956), coniugata Tichý, compositrice, André (1894-1895), Pierre (1895, vissuto pochi mesi) e Madeleine (1897-1990), coniugata Souberbielle, violinista, e che gli darà un nipote postumo chiamato anche lui Léon (1923-1991), pianista. 
Lo scrittore visse gran parte della sua vita in ristrettezze economiche, vivendo principalmente del suo lavoro di impiegato delle ferrovie. Litiga spesso con intellettuali ed editori per il suo carattere collerico e intransigente, e sceglie infine di vivere in povertà, nonostante la difficoltà quotidiana di provvedere alle figlie. 
Del 1900 è il pamphlet Je m'accuse, in cui attacca Émile Zola facendo il verso al suo j'accuse.
Nel 1905 stringe amicizia con Raïssa e Jacques Maritain (futuro filosofo cattolico, prima legato all'Action Française e poi cristiano-democratico), a cui fece da padrino in occasione del loro battesimo.

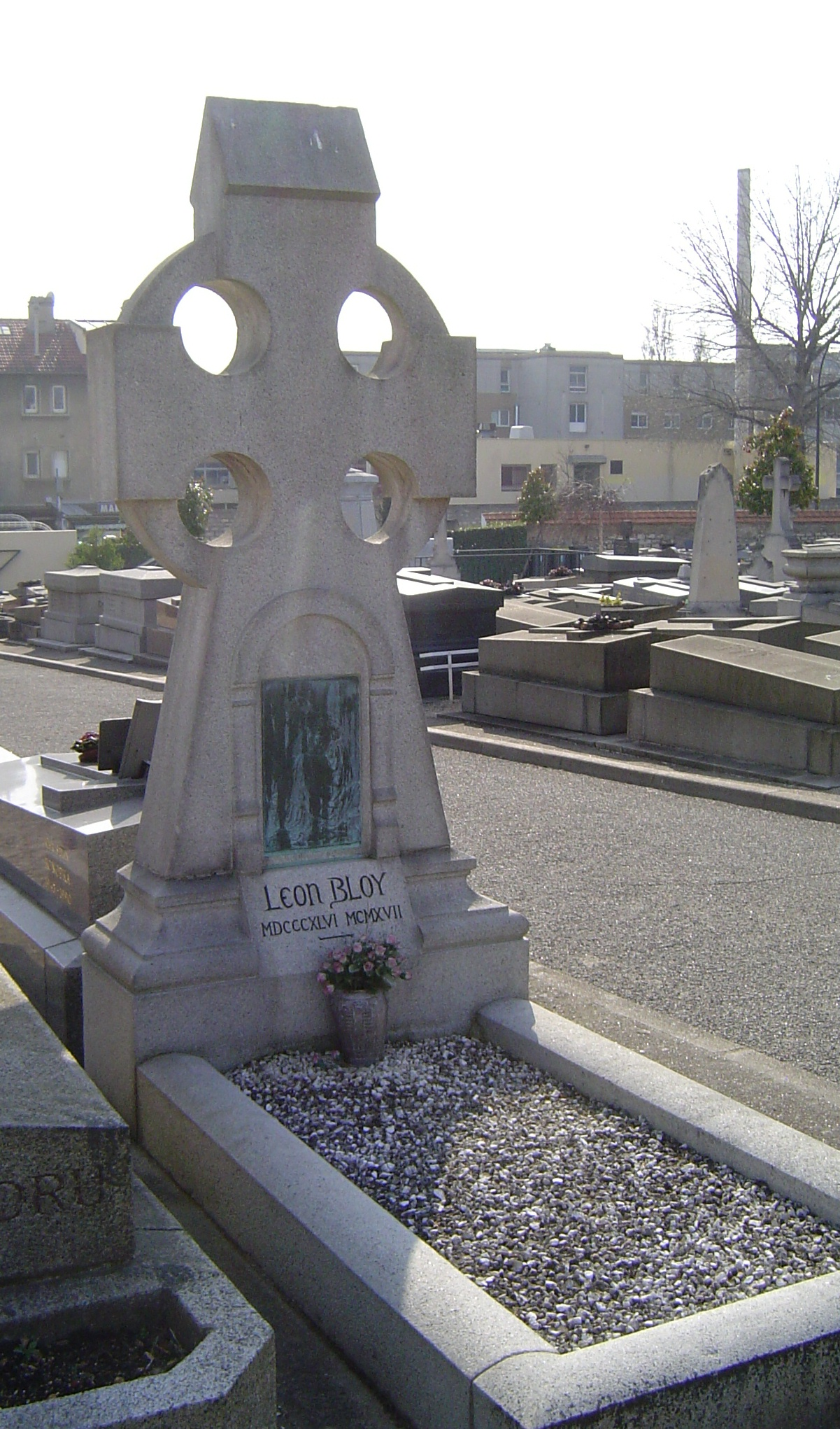
Sepoltura a Bourg-la-Reine

La sua ultima opera, Nelle tenebre (1916), fu un attacco alla guerra tecnologica e ai suoi massacri in riferimento alla prima guerra mondiale, nonché alla società dominata dall'egoismo.
Negli ultimi mesi di vita mise in guardia, in piena Grande Guerra, dalla rivoluzione russa e da ciò che in effetti avvenne con la rivoluzione d'ottobre: «in Russia c’è un subbuglio spaventoso, e tra breve ci sarà il più orribile dei terrori», scrive il 6 giugno, quattro mesi prima della presa del potere bolscevica, e anche il mese prima: «faccio osservare a Valentine, che ne pare stupefatta come d’una rivelazione, che i rivoluzionari dell'89, nonostante le loro illusioni o i loro crimini, erano pur sempre uomini nelle cui anime c'era la cultura cristiana di molti secoli, ciò che ai Russi manca – schiavi che la repentina emancipazione renderà simili a bestie feroci» (Diario, 20 maggio 1917).
Morì per uremia a Bourg-la-Reine la sera del 3 novembre 1917, dopo una lunga e dolorosa malattia renale; è sepolto nel locale cimitero. Nonostante la fama di controrivoluzionario, rendendo omaggio alla sua figura di "intellettuale povero" alle esequie intervenne anche una folta rappresentanza di anarchici.

## Profilo letterario e teologico-filosofico
(Léon Bloy)
I suoi lavori esprimono, in apparenza, devozione alla Chiesa Cattolica e, più in generale, un ardente desiderio dell'Assoluto; tuttavia i toni violenti di molte sue opere gli valsero la nomea di integralista religioso che, seppur tradizionalista, risulta duro e sferzante anche con lo stesso clero. Come Gioacchino da Fiore, Bloy scandiva la storia in tre fasi, corrispondenti alle Persone della Trinità, Padre, Figlio e Spirito Santo, la terza epoca di cui si fece apocalittico "profeta". Come il Figlio non è stato accolto dagli Israeliti, così lo Spirito (il Paraclito) sarà rifiutato da molti cristiani.
Secondo critici di area più cattolica-ortodossa tradizionale, Bloy, avvezzo fin da giovanissimo alla sconcertante esegesi critica della Bibbia secondo il suo maestro l'abbé Tardif de Moidry, mistico eccentrico, diede diverse interpretazioni eretiche, e nel suo volume Christophe Colomb devant les Taureaux (1890), un'interpretazione del "Nome d'Iddio" con l'uso delle parole: "L'esegesi biblica ha rivelato questa notevole particolarità, che nei libri sacri la parola DENARO è sinonimo e figurativa della parola viva di Dio" ("L'exegese biblique a revelé cette particularité notable, que dans les livres sacrées le mot ARGENT est synonyme et figuratif de la vivant parole de Dieu"). In particolare furono discussi anche i suoi rapporti con il "melanismo" di La Salette, corrente di esoterismo cristiano millenarista legata alla veggente e profetessa mariana Mélanie Calvat e al predicatore Eugene Vintras (per un certo periodo fu seguace di Vintras anche il prete occultista scomunicato per eresia e blasfemia Joseph-Antoine Boullan, amico di Joris-Karl Huysmans prima della conversione, il quale ne portò all'estremo le teorie,  ricavate dalle teorie medievali-rinascimentali di alcuni gioachimiti che predicavano il libertinismo spirituale, onde giustificare il libertinaggio e un culto orgiastico). Il testo di Bloy Il miracolo di La Salette raccoglie i suoi tre saggi sull'evento: Il simbolismo dell'apparizione, Colei che piange e Introduzione alla vita di Melanie. In alcune opere appoggia l'idea sull'apocatastasi dell'origenismo, dichiarata eretica in antichità.
Il suo primo romanzo (Le Désespéré, 1887) rappresentò un attacco furioso nei confronti del razionalismo e contribuì alla sua esclusione dalla comunità letteraria del tempo, inserendosi nella corrente dell'esistenzialismo cristiano e del decadentismo. Politicamente si segnalò come vagamente monarchico legittimista, oltre che reazionario, controrivoluzionario e anti-giacobino, pur non aderendo a partiti politici di nessun tipo, come fecero altri monarchici e reazionari (come l'amico Maritain che aderì per un periodo all'Action française), probabilmente per il suo disprezzo per la politica attiva.

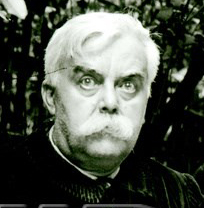
Particolare della foto di Dornac nel 1906

I primi lavori sono pervasi da un romanticismo visionario e da un insistente simbolismo decadente in grado di descrivere il mistero e le tematiche sacre, il tutto puntellato da intensi slanci di entusiasmo, di passione estatica e di amore.
Con i Propos d'un entrepreneur de démolitions (Propositi di un impresario di demolizioni) del 1884 e dalle pagine del periodico Le Pal (1885), inizia a criticare duramente i vizi di una società conformista e imborghesita, ormai sull'orlo del precipizio. In questi lavori, l'autore alterna osanna a dure invettive verbali ed in questo clima difficile, di disagio, povertà ed emarginazione, scrive i romanzi Le Désespéré (1887) e La Femme pauvre (1897), che elaborano il tema quasi autobiografico dell'uomo genio incompreso e della sola donna adorante e comprensiva.

Seguono i saggi La Cavaliera della Morte (1891, riedito nel 1896, ma scritto diversi anni prima nel 1877, risultando la sua prima opera), testo mistico-poetico e agiografico incentrato su Maria Antonietta come "regina espiatoria", "ghigliottinata giuridicamente dalla canaglia" e descritta con toni visionari magniloquenti, e Le Salut par les Juifs (1892), pamphlet apprezzato da Franz Kafka nonostante l'accusa di antisemitismo gravante su di esso (in realtà, se criticherà Émile Zola sull'affare Dreyfus, Bloy è anche contro il colonialismo francese e l'antisemitismo, il suo è difatti un puro antigiudaismo religioso classico: avendo gli Ebrei rifiutato il Messia, non resta loro che il suo esatto contrario, il danaro, l'altra faccia della divinità, e la sua croce). Tuttavia scrive: 
 Con Le Fils de Louis XVI. Avec un portrait de Louis XVII (incluso nell'edizione italiana de La Cavaliera della morte, assieme a un terzo piccolo saggio su Napoleone Eugenio Luigi Bonaparte, intitolato Il principe nero), Exégèse des lieux communs (1902-1912), Le Sang du Pauvre (1909), Il miracolo di La Salette, L'Ame de Napoléon (1912) e molte altri, lo scrittore continua a sviluppare i suoi concetti fondamentali: una visione della storia umana intesa come espiazione, tramite la sofferenza, che conduce dopo la purificazione alla Città Celeste; una netta esaltazione dell'irrazionale a scapito dell'ambito intellettuale; e un rimpianto dei valori teocratici, riprendendo la visione metastorica di de Maistre, e la filosofia di Bossuet.   Per un certo periodo fu un naundorffista, ossia sosteneva che Karl Wilhelm Naundorff fosse Luigi XVII sopravvissuto, e la sua discendenza fosse la vera linea reale di Francia che si sarebbe poi dovuta rivelare "divinamente" al mondo dopo la morte di Enrico di Borbone-Francia (1883).

Nell'Esegesi dei luoghi comuni si coglie invece tutta la difficoltà della sua fede: 

## Influenza

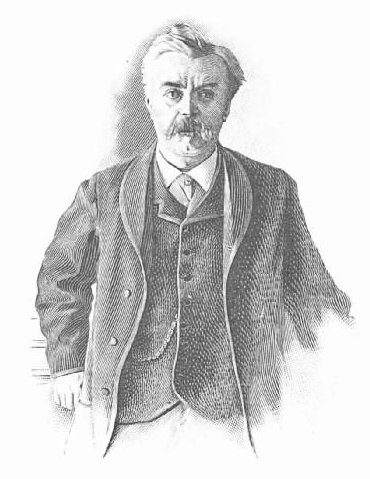
Bloy ritratto nel 1903

Un'influenza letterario-artistica di Bloy è stata riconosciuta su Louis-Ferdinand Céline, sullo scrittore cattolico e antifascista Georges Bernanos, su Ernst Jünger, Jorge Luis Borges (che espressamente lo cita ripetutamente), Henri Bergson, Emil Cioran, Guido Ceronetti e, sia filosoficamente che politicamente, sui resistenti antinazisti cristiani Hans e Sophie Scholl della Rosa Bianca. 
Secondo lo storico John Connelly, l'interpretazione apocalittica di Bloy dei capitoli 9 e 10 della Lettera ai Romani di San Paolo contenuta in Le Salut par les Juifs, ha avuto un'influenza notevole sui teologi cattolici durante il Concilio Vaticano II, e in particolare sul paragrafo quarto della Nostra aetate, che ha rappresentato un cambiamento radicale dell'atteggiamento della Chiesa nei confronti degli ebrei, eliminando dal suo orizzonte ufficiale l'antigiudaismo.
Nel 1993, in Italia, la decisione da parte dell'Adelphi di pubblicare Le Salut par le Juifs (con il titolo Dagli Ebrei la salvezza) l'anno seguente, con una recensione di Mario Andrea Rigoni accusata da alcuni intellettuali ebrei di velato antisemitismo (Rigoni scrisse che l'identità ebraica "si nutre, da una parte e dall'altra, di un pensiero tribale e mitico, responsabile principale delle tragedie che gli Ebrei hanno sopportato nei secoli"), determinò una spaccatura all'interno della casa editrice, in quanto per Susanna Zevi, figlia di Alberto, uno dei fondatori, si trattava di "un documento dell'antisemitismo cattolico ottocentesco, pubblicabile soltanto se corredato da commenti e apparati che lo presentino qual è." Attacchi pesanti vennero anche da Cesare Segre che definì il libro "immondo, fanatico, delirante". 
L'Adelphi antepose comunque come introduzione una prefazione di Guido Ceronetti, poeta, aforista e traduttore dall'ebraico biblico, di ispirazione neo-gnostica ma notoriamente di posizioni politiche filosemite ed esperto delle opere di Bloy, e rispose alle accuse direttamente con un articolo del proprietario ed editore Roberto Calasso su la Repubblica nel 1994, in cui, tra riferimenti colti, accusò sostanzialmente i critici di tentata censura.
In anni più recenti, in Francia, la Kontre Kulture, casa editrice di Alain Soral, scrittore e giornalista franco-svizzero di estrema destra, è stata condannata a pagare una multa di 134.400 euro all’associazione antirazzista Licra (Ligue internationale contre le racisme et l’antisémitisme) e 3.000 euro di spese processuali per aver ristampato il volume, dopo che l'editore aveva rimosso il testo dai cataloghi ma non ottemperato alla prima condanna pronunciata dal giudice: la rimozione di quindici passi dal libro per istigazione all'odio razziale, con un’ammenda di 300 euro per ogni giorno di ritardo.
Tale libro era stato in passato elogiato come detto da Franz Kafka (che lo definì "un libro contro l'antisemitismo"), Emmanuel Lévinas, Octave Mirbeau, Paul Claudel, Georges Bernanos, Jorge Luis Borges e, in anni recenti, dalla studiosa universitaria israeliana Rachèle Goëtin.
Lo scrittore francese è stato però altresì anche citato positivamente nella prima omelia di papa Francesco e in altre occasioni dal pontefice.
Citazioni di Bloy sono presenti anche nel romanzo Sottomissione di Michel Houellebecq.

## Opere

### Romanzi
- Le Désespéré (1887) Il disperato, traduzione di Gennaro Auletta, Vicenza : Edizioni Paoline, 1957, 1959 e 1977 (riveduta e integrata); Castelvecchi, 2018
- La Femme pauvre (1897) La donna povera, traduzione di Gennaro Auletta, Milano, IPL, 1956, 1970, 1980 e Fede & Cultura, 2020; trad. F. Mazzariol, Reggio Emilia, Città Armoniosa, 1978;

### Saggi
- Propos d'un entrepreneur de démolitions (1884)
- Le Salut par les Juifs (1892) (La salvezza dai giudei,  introduzione e traduzione di Gennaro Auletta, Milano, Edizioni paoline, 1960; Dagli ebrei la salvezza, con un saggio di Guido Ceronetti, traduzione di Ottavio Fatica e Eva Czerkl, Adelphi, Piccola Biblioteca n. 330, 1994)
- La Chevalière de la mort (1896) (La Cavaliera della morte, a cura di Nicola Muschitiello Adelphi, Piccola Biblioteca n. 364, 1996)
- Je m'accuse (1900)
- Le Fils de Louis XVI. Avec un portrait de Louis XVII (1900)
- Exégèse des lieux communs (1902-1912) (Esegesi dei luoghi comuni, traduzione di Gennaro Auletta, Milano, Ediz. Paoline, 1960; a cura di Valeria Gianolio, traduzione di Gennaro Auletta, Genova, Il melangolo, 1993; trad. di S. Teroni, Prato, Piano B, 2011)
- Belluaires et porchers (1905)
- Celle qui pleure (1908)
- Le Sang du Pauvre (1909) (Il sangue del povero, traduzione di Rina Detti, Firenze, C. CYA,1947; introduzione e traduzione di Gennaro Auletta, Milano, Edizioni paoline, 1961; a cura di Giancarlo Pavanello, Milano, SE, 1987)
- L'Âme de Napoléon (1912) (L'anima di Napoleone, traduzione e studio di Domenico Giuliotti, Firenze, Rinascimento del Libro, 1927; Milano, Edizioni Paoline, 1960)
- Jeanne d'Arc et l'Allemagne (1915)
- Constantinople et Byzance (1917) (Costantinopoli e Bisanzio, a cura di Graziano Lingua, prefazione di Olivier Clément, Milano, Medusa, 2003)
- Dans les ténèbres (postumo, 1918) (Nelle tenebre e pensieri scelti dal diario, a cura di Vittorio Di Giacomo, Roma, Anonima Veritas Editrice, 1946; Nelle tenebre, traduzione di Giancarlo Marinelli, Roma, EL, 1995)
- Le Symbolisme de l'apparition, (postumo, 1925) (Il miracolo di La Salette, prefazione Alessandro Zaccuri ; traduzione e postfazione Mario Porro, Milano : Medusa, 2012

### Racconti e novelle
- Sueur de sang (1893) (Sudore di sangue, traduzione di Felicia Lustri ; introduzione di Giuliano Vigini, Milano, Bibliografica, 1992
- Histoires désobligeantes (1894) (Storie sgradevoli, a cura di Jorge Luis Borges, Milano, Franco Maria Ricci, 1975; Milano, A. Mondadori, 1989; Il telefono di Calipso e altre Storie sgradevoli, traduzione di Emanuela Schiano di Pepe, Genova, Il melangolo, 2012)

### Diari
- Le Mendiant ingrat (1898) (Il mendicante ingrato : diario 1892-1895,  a cura di Vito Sorbello, Palermo, Novecento, 2003)
- Mon Journal (1904)
- Quatre ans de captivité à Cochons-sur-Marne (1905)
- L'Invendable (1909)
- Le Vieux de la montagne (1911)
- Le Pèlerin de l'Absolu (1914) (Il pellegrino dell'assoluto : diari 1892-1917,  introduzione di Sergio Quinzio, traduzione di Francesco Maria Petrone, Roma, Città nuova, 1992
- Au seuil de l'Apocalypse (1916)
- La Porte des humbles (postumo, 1920)
- Diario : la fede, l'impazienza, il povero, il soprannaturale, a cura di Daniele Garota, traduzione e note di G. Marinelli, Padova, Messaggero, 2001)

### Corrispondenza
- Lettres à sa fiancée (1922), (Lettere alla fidanzata, traduzione di Ferruccio Rubbiani, Roma, Formiggini, 1926; Mia Jeanne amata, mio unico amore, traduzione di Paola Leoni, Reggio Emilia, Città armoniosa, 1977; Lettere a Jeanne Molbeck, traduzione di Giovanni Riva, notizia di Antonio De Petro, Reggio Emilia, Città armoniosa, 1990; Lettere alla fidanzata, traduzione, nota critica, biografica e bibliografica a cura di Giuliano Vigini, Torino, Nino Aragno, 2001)

### Antologie in italiano
- La fede impaziente, traduzione di Emiliano Zazo, Milano, V. Bompiani e C., 1946
- Tristezza e gioia del cristiano,  testi scelti da Gennaro Auletta, Torino, Libreria dottrina cristiana, stampa 1960
- Un cattolico credente, a cura di Grazia Maggi, Vicenza, La locusta, 1965
- Pagine scelte raccolte da Raissa Maritain, presentate da Jacques Maritain, traduzione di L. Castiglione, Torino, SEI, 1968
- Miei contemporanei,  a cura di Adriano Marchetti, Franca Santini, Gianni Scalia, Rimini, Panozzo, 1988
- La tristezza di non essere santi : antologia dagli scritti, traduzione, introduzione e scelta dei brani a cura di Giuliano Vigini, Milano, Paoline, 1998